# Església parroquial de l'Assumpció de la Glorieta
L'Església parroquial de l'Assumpció de la Glorieta està ubicada fora dels murs del poble, al terme de Passanant i Belltall (Conca de Barberà), al camí vell de Forès. Forma part de l'Inventari del Patrimoni Arquitectònic de Catalunya.

## Descripció
Els seus carreus foren aprofitats de l'antiga església parroquial esmentada al segle xii. La seva porta és d'arc escarser, amb guarnició de l'anagrama de Maria i un ull de bou al bellmig. La façana està coronada per dues espadanyes de maó.

## Història
Al llindar de la porta hi ha la data de 1814 esculpida que podria ser la data de construcció. D'aquesta església s'ha conservat una creu d'estil gòtic datable probablement del segle xvi, actualment dipositada al Museu Diocesà de Tarragona.